# Józef od Jezusa i Marii Oses Sainz
Józef od Jezusa i Marii Oses Sainz (hiszp. José Osés Sáinz, ur. 29 kwietnia 1915, zm. 23 lipca 1936 w Carabanchel Bajo) – hiszpański pasjonista, męczennik, błogosławiony Kościoła katolickiego.

## Życiorys
W 1928 wstąpił do seminarium. W 1933 złożył profesję zakonną. Podczas studiów interesował się przede wszystkim filozofią. Najpierw ciężko raniony cegłą w głowę w Ciudad Real. Został zamordowany przez komunistów w Carabanchel Bajo.
Beatyfikował go w grupie 26 błogosławionych męczenników z Daimiel papież Jan Paweł II 1 października 1989 roku.
Wspomnienie liturgiczne obchodzone jest w dies natalis (23 lipca).